# 1906年臺灣
|        | 臺灣歷史 \| 台灣歷史年表 |
| 世纪： | 19世纪臺灣 \| 20世纪臺灣 \| 21世纪臺灣 |
| 年代： | 1870年代臺灣 \| 1880年代臺灣 \| 1890年代臺灣 \| 1900年代臺灣 \| 1910年代臺灣 \| 1920年代臺灣 \| 1930年代臺灣                                           |
| 年份： | 1901年臺灣 \| 1902年臺灣 \| 1903年臺灣 \| 1904年臺灣 \| 1905年臺灣 \| 1906年臺灣 \| 1907年臺灣 \| 1908年臺灣 \| 1909年臺灣 \| 1910年臺灣 \| 1911年臺灣 |
| 纪年： | 丙午年（马年）、日本明治39年 |

1906年臺灣發生梅山地震。

## 政府

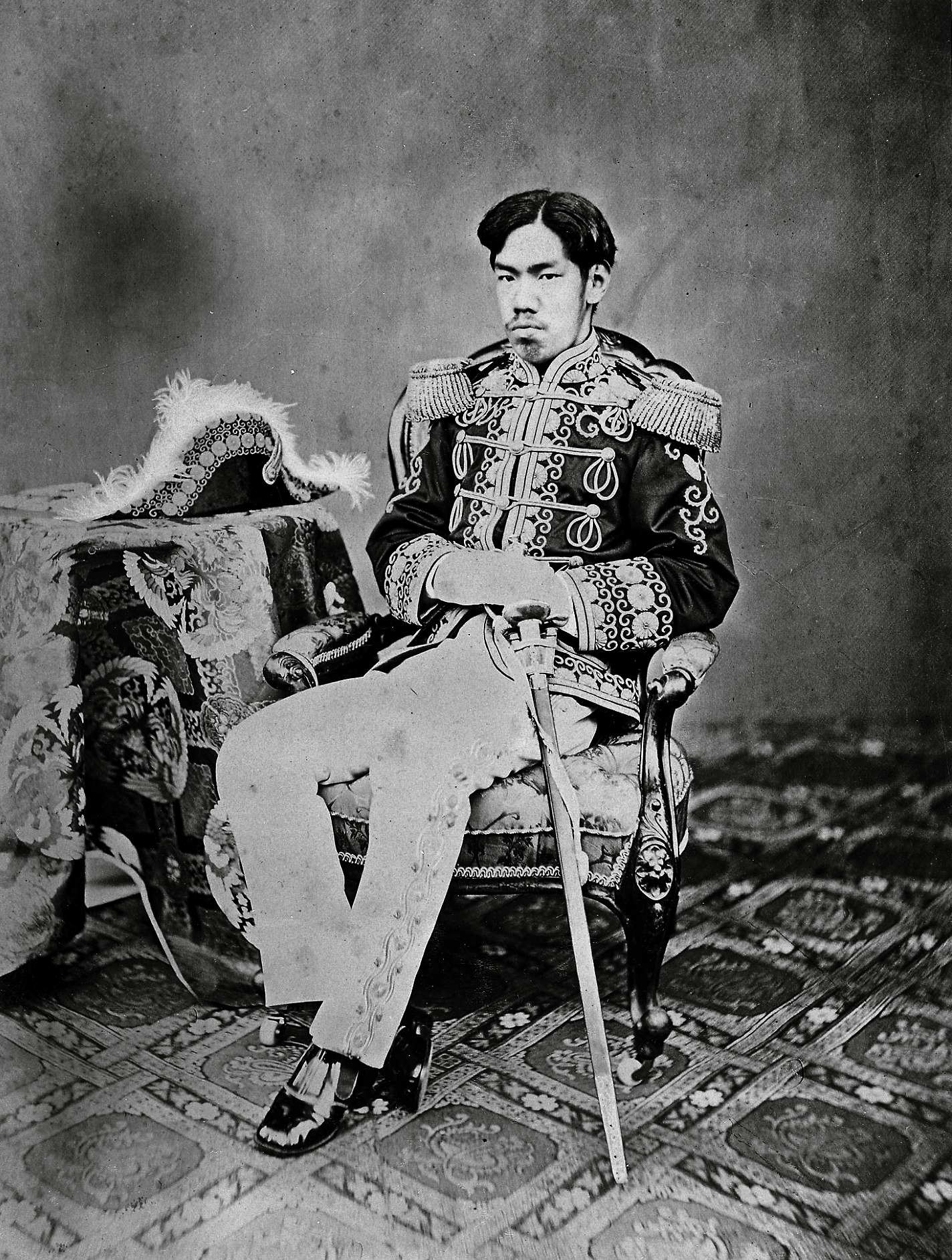
天皇：明治天皇
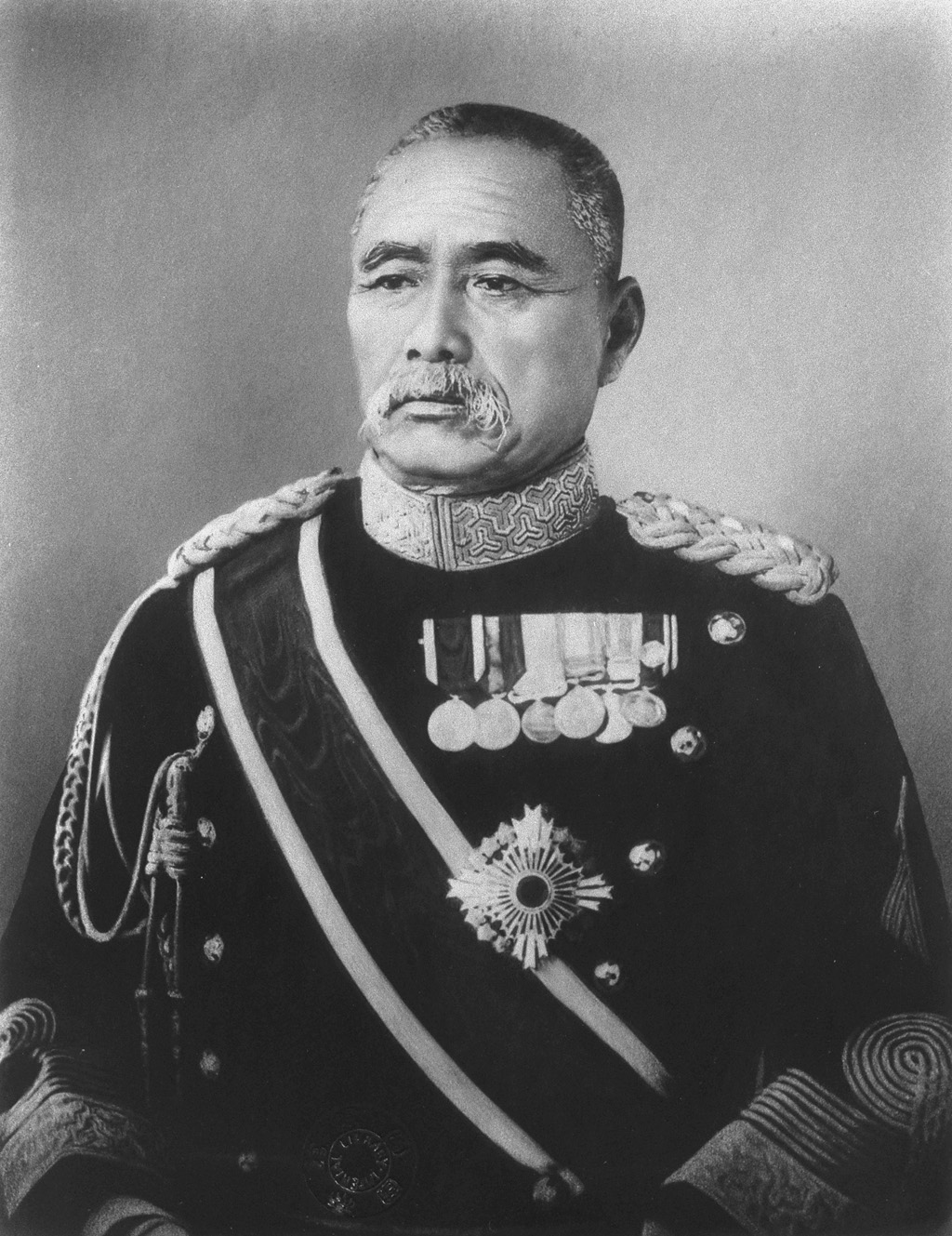
臺灣總督：佐久間左馬太
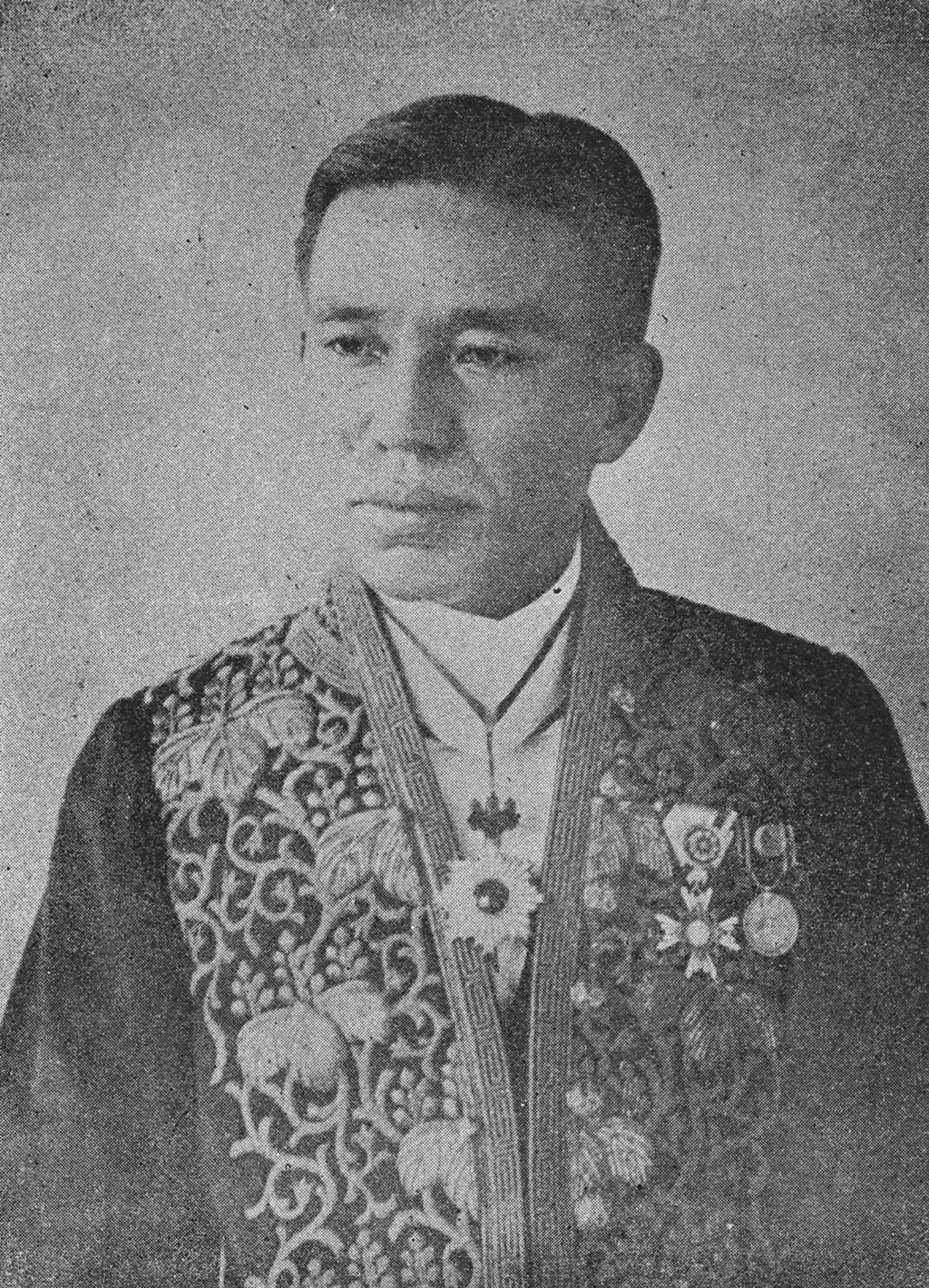
民政長官：祝辰巳

### 成員變動

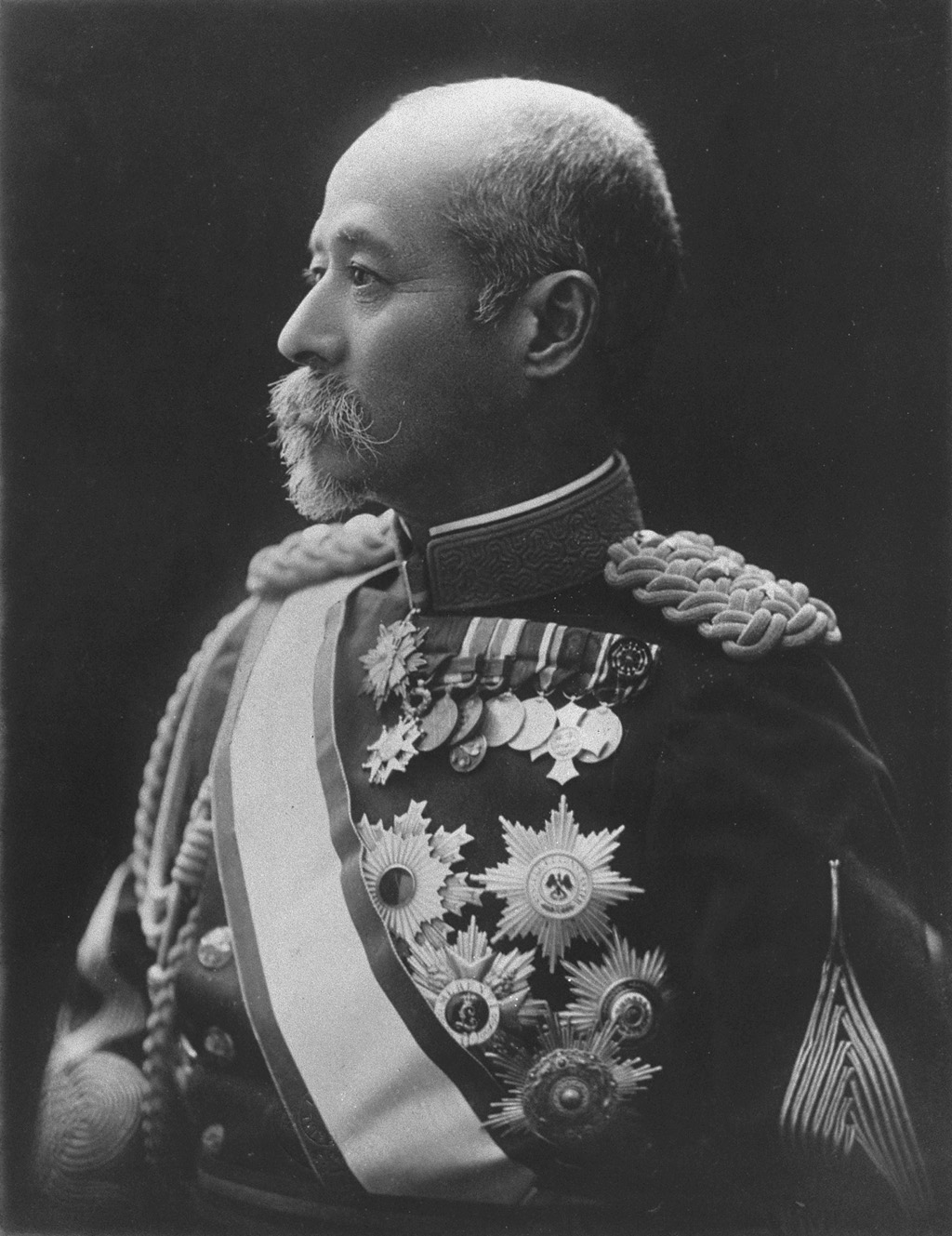
臺灣總督：兒玉源太郎（調任南滿洲鐵道創立委員長）
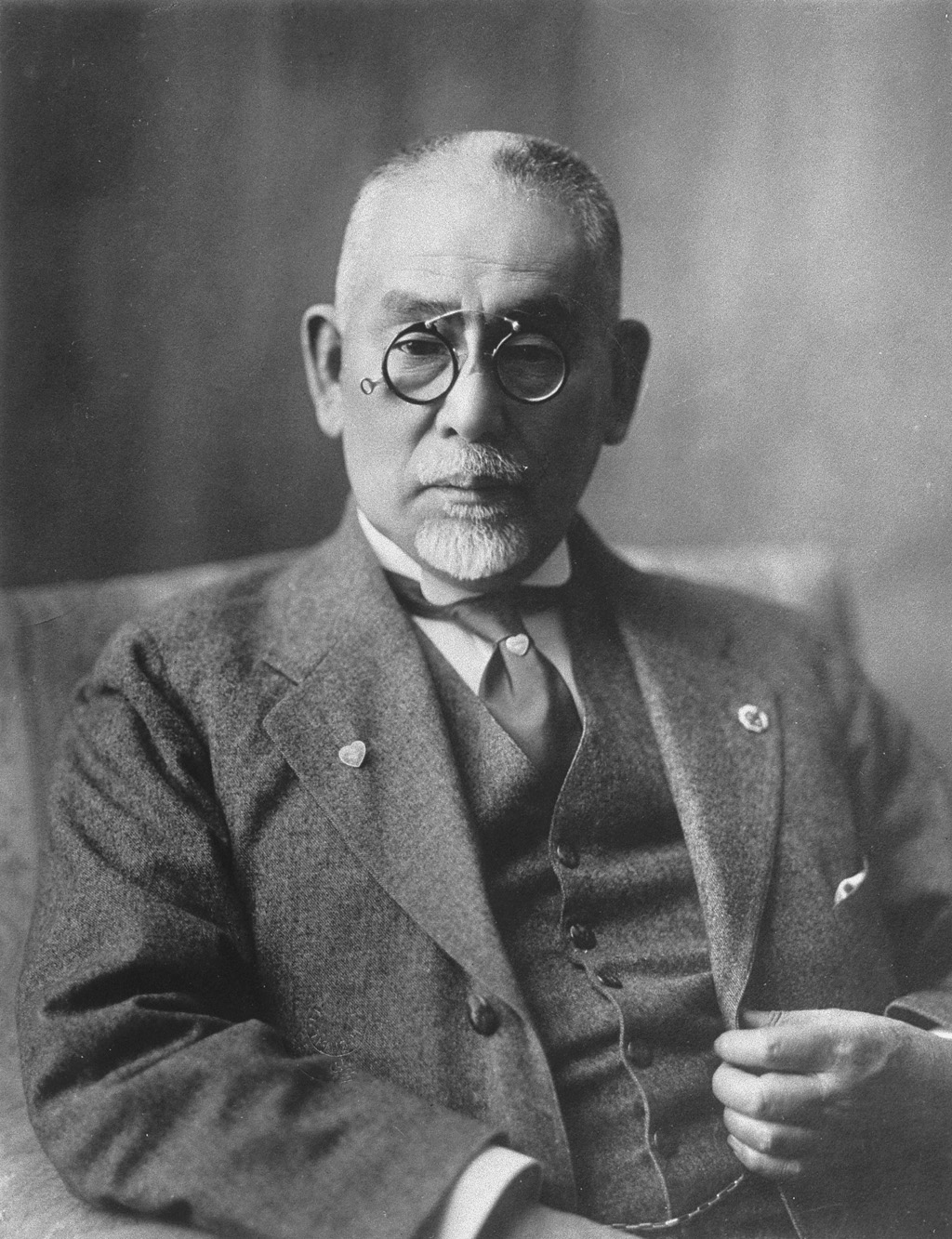
民政長官：後藤新平（轉任南滿洲鐵道总裁）

## 大事記
- 3月17日——凌晨6時43分，嘉義廳打貓東頂堡梅仔坑庄（今嘉義縣梅山鄉）發生芮氏規模7.1級梅山地震，至少1,258人死亡，受傷人數2,385人、房屋全倒6,769棟、房屋受損或半倒14,218棟。為自臺灣有文獻記載以來，死亡總人數史上第四慘重。[1]
- 4月11日——佐久間左馬太就任第五任臺灣總督。
- 8月1日——發生太魯閣族人因採樟薪資發放問題與日本人發生衝突，馘首25名日本人的威里事件。
- 11月13日——祝辰巳出任臺灣總督府民政長官。

## 出生
- 1月16日——陳植棋，畫家。曾以《台灣風景》、《淡水風景》入選帝展。（1931年逝世）
- 4月3日——林木順，日治時期台灣共產黨創始黨員之一。（1934年失蹤）
- 4月10日——李友邦，日治時期台灣抗日運動領導人，曾至中國大陸領導抗日，戰後遭國民黨政府處死。（1952年逝世）
- 6月14日——陳紹馨，社會學學者。臺灣第一位社會學博士，致力於臺灣社會學、人類學及人口學研究。（1966年逝世）
- 7月21日——鄧雨賢，客家籍作曲家。代表作有《雨夜花》、《望春風》、《月夜愁》、《四季紅》。（1944年逝世）
- 9月1日——楊請，教師、政治人物。日治時期曾任臺南市會議員，戰後任第二屆民選臺南市市長。（1971年逝世）
- 10月27日——楊雲萍，歷史學家、作家。（2000年逝世）